# Diogene di Bisanzio
Diogene (in greco Διογένης?; I secolo – 129) è stato un vescovo romano, titolare della diocesi di Bisanzio per 15 anni dal 114 al 129, come successore di Sedecione. Fu sepolto nella Chiesa di Argyroupolis.
L'episcopato di Diogene avvenne durante la persecuzione dei cristiani da parte degli imperatori Traiano ed Adriano.